# 帕泰潘帕區
14°10′30″S 72°40′26″W / 14.175°S 72.674°W
帕泰潘帕區（西班牙語：Distrito de Pataypampa），是秘魯的一個區，位於該國南部阿普里馬克大區的格羅省，始建於1961年12月27日，面積158.9平方公里，海拔高度3,952米，2005年人口1,103，人口密度每平方公里6.9人。